# Pavel Kasal
Pavel Kasal (* 19. března 1942 Praha) je český lékař specializovaný v oborech pediatrie a lékařská informatika.

## Život
Pavel Kasal je absolventem 2. lékařské fakulty v Praze. Absolvoval roční studijní pobyty na Mikrobiologickém ústavu ČSAV, Dětské klinice ve Würzburgu a Gynekologicko-porodnické klinice v Tunisu. Od roku 1971 potom pracoval na 1. dětské klinice a jako vedoucí Imunologického oddělení Fakultní nemocnice v Motole. Vedl projekt bezmikrobního dítěte, ve kterém bylo dosaženo světové priority v trvání úplné sterility novorozence. 
Poté byl jmenován přednostou Ústavu lékařské informatiky, jenž se stal prvním pracovištěm  tohoto oboru v ČR. Působil ve funkcích předsedy Společnosti pro lékařskou informatiku ČLS JEP, předsedy Oborové rady lékařské informatiky při MZd ČR a dále pak prezidenta světového kongresu Internet in Medicine.  V současnosti se věnuje digitální analýze obrazu obličeje a mimiky pro účely plastické chirurgie.
Byl lékařem Národního družstva orientačního běhu, českým zástupcem v Mezinárodní federaci orientačního běhu a závodně se věnoval běhu na dlouhých tratích.
Mimopracovně se zabývá arachnologií, ve které publikoval osm odborných článků a popsal tři nové druhy pavouků pro ČR.

## Publikace
Celkem 188 odborných článků a čtyři monografie Souborném katalogu ČR:
- Imunodeficitní stavy, Avicenum 1979
- Dětské lékařství – Alergická a imunologická onemocnění, Avicenum 1990
- Lékařská informatika, Karolinum 1998
- Internet a medicína, Grada 2001
- Encyklopedie zdravotnického humoru, Mladá fronta 2018